# Anne Birch
Pour les articles homonymes, voir Birch.
Anne Birch est une actrice danoise née le 19 mai 1945 et décédée le 9 août 1985.

## Filmographie
- 1985 : Elise de Claus Ploug
- 1977 : Hærværk (Havoc) de Ole Roos
- 1976 : Gangsterens lærling (The Gangster's Apprentice) de Esben Høilund Carlsen
- 1974 : Den Meget talende barber de Kirsten Stenbæk